# Semih Yavsaner

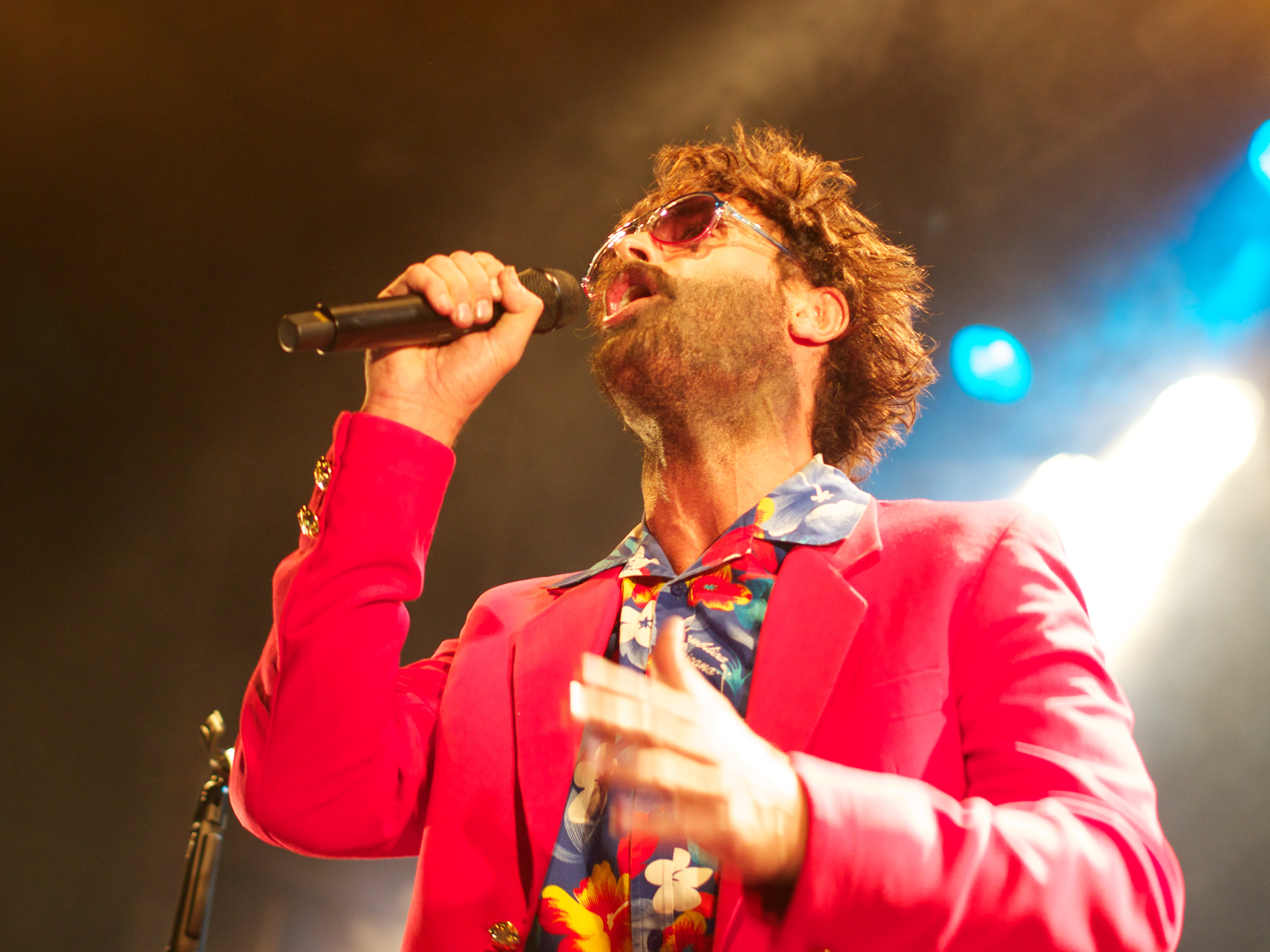
Semih Yavsaner als Müslüm am Openair auf dem Bundesplatz 2013

Semih Yavsaner (* 1979 in Bern) ist ein türkischstämmiger, in der Schweiz lebender Entertainer, Schauspieler, Komiker und Musiker aus Bern. Bekannt wurde er durch seine Bühnenfigur Müslüm, deren Namen er auch teilweise als sein Pseudonym verwendet.

## Biografie
Semih Yavsaner wurde 1979 in Bern als Sohn türkischer Eltern geboren. Nach der Pflichtschulzeit besuchte er die Handelsschule.
1997–1999 moderierte Yavsaner beim komplementären Radio RaBe in Bern mit Semih Seminte Samen Show seine eigene Sendung. Aushängeschild war ein Fluch-Wettbewerb, wo Yavsaner Fluch-Duelle zweier Gäste am Telefon moderierte. Die Sendung wurde schliesslich abgesetzt, weil sie gegen die Senderichtlinien verstiess.
2004 war er Co-Songwriter des Soundtracks zum Schweizer Kinofilm The Ring Thing, eine Parodie auf die Filmtrilogie Der Herr der Ringe.
2008 startete er bei Radio Bern RaBe die Sendung Semih Supreme Show. Dort entwickelte er im Rahmen von Telefonscherzen seine Kunstfigur Müslüm.
Einer breiteren Öffentlichkeit bekannt wurde Yavsaner schliesslich als Musiker. Im Sommer 2010 erlangte seine Kunstfigur Müslüm schlagartig nationale Bekanntheit, als Yavsaner den Videoclip Erich, warum bisch du nid ehrlich? der Öffentlichkeit vorstellte, im Vorfeld der Abstimmung zur Schliessung des autonomen Kulturzentrums Reitschule in Bern. Das Lied Erich, warum bisch du nid ehrlich? war auf Erich Hess gerichtet, es wurde über zwei Millionen Mal auf Youtube angesehen, drei Plattenfirmen zeigten Interesse an einer CD.
Als Müslüm hat Semih Yavsaner mehrere Singles und 2012 das Album Süpervitamin herausgegeben. Später schuf er mit Apochalüpt eine weitere Kunstfigur und veröffentlichte 2015 das gleichnamige Album. Er sieht diese als «Gegenspieler von Müslüm, düsteren Antagonisten und die personifizierte Apokalypse».
Im Jahr 2012 spielte Semih Yavsaner im Film «300 Worte Deutsch» den türkischstämmigen Kenan, der von der Schweiz nach Köln zieht. In dieser Zeit arbeitete er auch für die Satire-Sendung PET von Schweizer Radio SRF1.
Im November 2015 wirkte Yavsaner bei der Theaterproduktion Hotel Kosmos der Berner Regisseurin Meret Matter mit. Das Theaterstück der freien Berner Theatergruppe Club 111 setzt sich satirisch mit der Flüchtlingssituation auseinander.
Ab 1. April 2016 erhielt seine Kunstfigur Müslüm beim Schweizer Fernsehen SRF 1 eine eigene Fernsehshow Müslüm TV. Laut SRF hat Müslüm den Auftrag «die ausländischen Zuschauer für das Schweizer Fernsehen zu gewinnen» und „die kulturellen Mauern zwischen Migranten und Schweizern niederzureissen.“ Ab Ende Oktober 2016 folgte die 2. Staffel mit erneut 4 Folgen von Müslüm TV.
Im September 2017 setzte sich Müslüm am «Fest rund um das Fleisch» der schweizerischen Vereinigung der Fleischrinderzüchter für weniger Fleischkonsum ein, indem er auf dem Bundesplatz veganen Dürüm verkaufte.
Semih Yavsaner ist Vater zweier Kinder und lebt in Bern.